# 2021年12月のアメリカ合衆国の竜巻
2021年12月のアメリカ合衆国の竜巻（2021ねん12がつのアメリカがっしゅうこくのたつまき）では、 2021年12月10日から12月11日にかけてアメリカ合衆国で多発した一連の竜巻とそれによる災害について述べる。

## 概要
2021年12月10日深夜から11日未明にかけて、アメリカ中部・南部を複数の竜巻が襲った。ケンタッキー州など少なくとも8州で、50以上の竜巻が確認された。
当時としては季節外れの暖かさだった所に強い寒気が南下し、それによって形成された活発な前線に沿うように積乱雲が急発達したために、竜巻が多発したものとみられている。
発生した竜巻の1つは、アーカンソー州からケンタッキー州にかけて400km以上の範囲を襲ったとみられ、過去最長記録である可能性がある。
アメリカ中部、南部は、通称「竜巻街道」として知られているが、気候変動でルートが東寄りとなったとの見方も示されている。

## 被害
一連の竜巻は、各地に大きな被害をもたらした。主要メディアによると、5州で90人の死亡が確認された。
過去10年間で最悪の竜巻被害になるとみられ、バイデン大統領は「歴史上最大規模の竜巻被害」と言及し、ケンタッキー州への非常事態宣言を承認した。